# 南昌城門
南昌城門，是指南昌在現代以前所存在的諸城門。

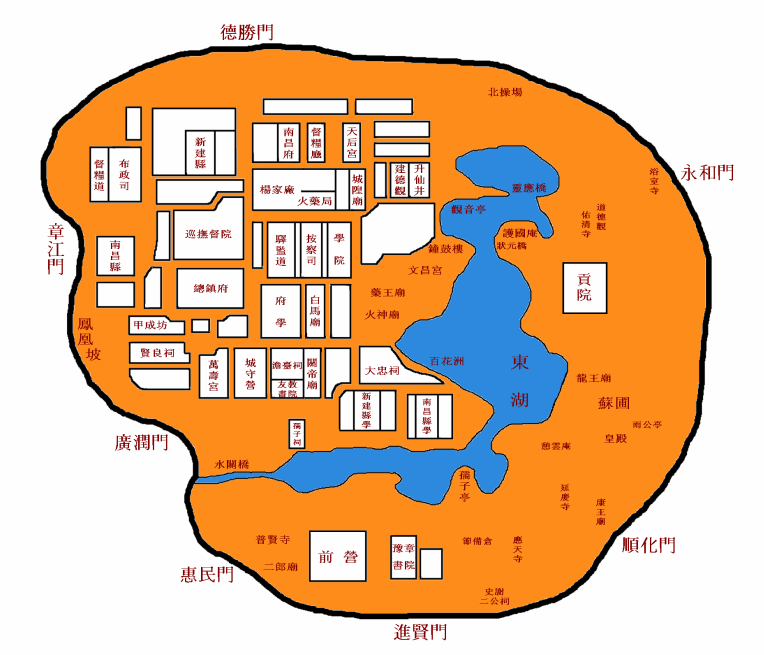
南昌老城的地形概圖，圖中可以清楚的看到「明代七門」守衛著南昌城的每個方向。

南昌城建歷史長達2200多年，但南昌的最末一次大規模城池建設是明代初年，「明代七門」也是於此時間建成。民國初期，由於現代化城市建設，南昌的古城門連同城墻一併被拆除，現只存「七門」作地名使用。

## 歷代城建
南昌最早的人類足跡可以追溯到二十萬年以前，在安義縣境曾採集到四十多件舊石器時期的打制石器。距今五千年左右，南昌先民大量居住於今南起青雲譜，北至艾溪湖這一孤形地帶。到了商周時期，南昌先民已經掌握鑄銅技術，同時用以製造武器和工具。此外還掌握了「印紋陶」和「原始瓷」的燒製技術。春秋戰國時期，南昌地區開始使用鐵農具，在新建縣大塘赤岸戰國遺址中便出土了有鐵斧範。
南昌正式納入中華疆土始於西漢。漢高祖五年（公元前202年），劉邦為「昌大南疆」，派御史大夫灌嬰（後封潁陰侯）率兵「渡江定郡地」，進駐南昌，以為平定南越。公元前206年，灌嬰在今青山湖區湖坊鎮一帶修築灌嬰城。灌嬰爲了建立永久的根據地，在鎮守南昌的同時便開始修築城池，並派一個叫章文的人負責具體設計。他在方圓僅十里八十步的城池周圍築起了六座護衛，其分別為南門、松陽門、皋門、昌門、東門以及北門。六門互相連接，長約4000多公尺，城區面積僅四平方公里。城址位於今南昌火車南站東南約四公里的皇城寺一帶，俗稱「灌城」。城外有「浴仙池」，傳說灌嬰在此濯馬散步，因此後來改名「洗馬池」。當時豫章城內外遍栽樟樹，松陽門內有株高達十七丈、寬四十五圍的樟樹，「枝葉扶疏，避蒙數畝」。「豫章郡」的名稱被認為是由此而來。漢代豫章郡下轄十八縣，南昌縣為郡首，縣境包括今南昌、新建、進賢、豐城、南昌市區全部，面積達三萬平方公里。
東晉简文帝咸安年間，豫章太守范甯對城牆進行修整，在城東、西北兩個方向各闢一門，因此共得八門。東晉南北朝時期，佛教被大力推廣，當時豫章城內外就有數十座寺廟建築。今天不少南昌的街道、里巷的名稱中仍保留了不少當時寺廟、宮觀的名稱，如普賢寺、佑民寺、大安寺、塔下寺等。
唐初，豫章城西移，於原灌城的西北方向築建洪都城，城牆材料改土石為青天磚。先前設於灌城的南昌縣署也於貞觀十年（公元636年）遷至現今省政協處（原中山堂）。而後的南昌城就是在唐朝城區的基礎上發展而來的。武周垂拱元年（公元685年），洪州都督李景嘉繼續擴大洪州城增築。全城四周仍闢有八個城門。門上題額由吏部侍郎徐浩所寫。憲宗元和四年（公元809年），韋丹任洪都觀察使後，認為城內民舍都是毛竹結構，易失火，於是便改建瓦房，同時開闢南市和北市等三條街市。洪都城較灌城擴大數餘倍，方圓二十餘里，成為江南之都會，王勃的《滕王閣序》言及「閭閻撲地」、「桂殿興宮」，便是對當時南昌盛景的寫照。
南唐交泰元年，中主李璟升洪州為府，並建南都。建都帶來大批的王公貴族，優伶歌女，南昌城再度大興土木，營建殿宇，如長春殿（又名皇殿）、澄心堂等，同時將八座城門重新修葺，改東門稱東華門，改西門稱西華門。按照京都的建設格局，將城區拆遷規劃，修寬馬路，即「鳴鑾路」。這是南昌僅有的一次建都史，至今南昌還留有皇殿側巷。李景遷居南昌後於此崩故，臨故之前曾囑咐將其葬於城外西山。

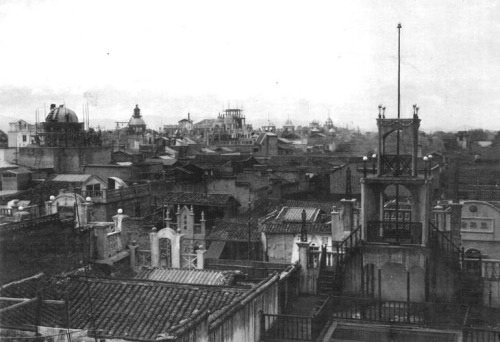
清末民初時的南昌老城遺照

宋代時期，南昌在唐城的基礎上續擴十餘里，今日的青山路口至賢士湖一帶皆屬城區，城中位於子固路一帶。南昌城池亦增至16座城門。從南面的撫州門向西，有宮步門、柴步門、井步門、章江門、倉步門、觀步門、洪喬門、廣恩門、北廓門十一門，再由北向東南有琉璃門、壇頭門、故豐門、廣豐門、望雲門五門，這是南昌城池的極致時期。淳化元年（公元990年）7月，由於南昌城北沙阜高漲，幾乎與城牆齊高（一說為防衛之需），毀壞城墎達三十處之多，淹沒民舍兩千餘戶。知州趙概命人用石壘砌，城墻便高一丈五尺，長達兩百餘丈。這是南昌城建史上首次用石料築砌江堤，稱「章江堤」。南宋紹興六年（公元1136年），安撫制置使李綱為有利於防守，截去東北隅一角，將城內縮三里左右，北廓、故豐、廣豐、望雲四門因而被廢，剩餘十二門。嘉定年間，通判（州府行政長官的行政助理）豐有浚組織群眾，較大規模的加固了南塘堤工程，並在沿岸廣植柳樹，故稱「萬柳堤」。

## 明代七門
一直到明初洪武十年（1377年），朱元璋命朱文正都督南昌。朱文正開始將城牆全部改築成高二丈九尺、厚二丈一尺、深一丈一尺的規格，並對東、西、北城濠進行浚修。新築的西城牆下一並挖出3000餘丈的護城濠。自此，城濠由德勝門至廣潤門，寬十一丈，深一丈五尺，萬餘米的護城濠貫通全城。

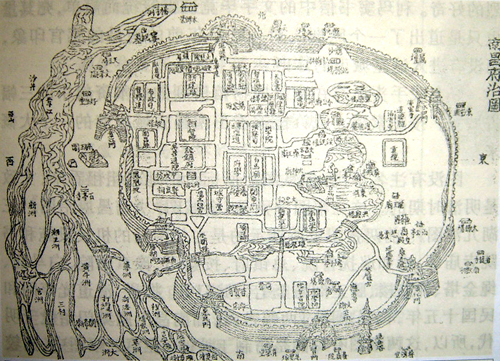
清朝年間繪製的《南昌府治圖》，從中可以遍覽古時南昌的建築分佈。

重新修築過的明代城牆比往先內縮三十步，廢去五門，一共留下七座固定城門，七門司有各自的詳細分工。南昌民諺「七門九洲十八坡」即由此而來。據記載，七座城門全部朝南，這項技術有賴於巧妙地工程設計與施工。築城之始，工程便採用城門與城堡工事相結合的方案，在先代的城門之基礎上，再加築甕城。甕城由桐油、石灰、糯米汁砌巨磚而成，比城牆低三分之一，甕城裝配有千斤重的閘門。若戰時，可將閘門放下以困制敵軍。明初修築的城牆採用厚實的柴燒石磚，而東、西城牆還分別採用青磚和紅磚。自德勝門至惠民門段的城牆甚至由重達十餘公斤的城牆磚壘砌而成。
明代七門：
明築城牆共計7200米，這座城牆一直保留了500餘年。自推翻清朝，民國始建後，南昌城區人口劇增，交通大為變化，南昌城牆因此逐漸被拆除。從1927年1月至1928年12月，這座歷經數百年滄桑的老城牆最終全部被拆除。
而1926年北伐軍攻打南昌時，守軍將領鄧入琢、岳思寅試圖以火燒南昌城來阻止北伐軍入城，因此廣潤門、章江門、德勝門處的民宅全部被燒毀，大火連燒三日而不滅，南昌城的歷史建築滕王古閣也在此次大火中被焚。

### 進賢門
進賢門，又名「撫州門」、「望仙門」，南昌城的南城門，位於今永叔路與系馬樁的交匯處。當年孔子門徒簷台滅明便由此門進入南昌城。進賢門貫通東南驛道，連接兩廣官道，因此行者旅客繁多，故有「馱籠掛袋進賢門」之說。
進賢門的得名有一個傳說。相傳明朝正德年間，進賢才子舒芬赴上京殿試，高中狀元。當舒芬衣錦榮歸，回到南昌的時候，巡撫親自到章江門迎接，並設宴款待，贈予一匹棗紅馬。宴席上巡撫問舒芬何時會返故里省親，舒芬打趣說，雖然南昌城池堅固，建有七門，但他卻不知道從何處回鄉。一旁的侍郎便說撫州門直通進賢縣。舒芬則幽默地說此門是給撫州人通過的。次日，巡撫將「撫州門」改為「進賢門」。當舒芬騎馬回鄉時，行至撫州門，望見城樓上寫有「進賢門」，便趕忙下馬向身邊的巡撫大人表示感激。而「進賢」一詞，既可理解為以縣名來命名城門，又可以表示「思賢欲渴」之意。

### 惠民門
惠民門，因城門附近有普賢寺，故又名寺步門、寺福門，俗諺有「燒香拜佛寺福門」之說。據說當年惠民門一帶有眾多糧倉，且糧價公道實在，因此城門得名「惠民」，喻意「惠澤萬民」。惠民門城門外還有一座「通惠橋」。按照城建分工，惠民門是運糧城車輛進出的通道。因此城門附近建有惠民糧倉，專門儲存官糧，此外還有運糧船隻停靠的碼頭。故有「千船萬帆惠民門」之說。
惠民門位於現今船山路與南浦路一帶。城門舊址處現有惠民門社區，是2002年10月為紀念城市歷史而將原地名「廣外」修改而來。
唐朝詩人白居易曾在惠民門外留下一首《南浦別》絕句，「南浦淒淒別，西風嫋嫋秋。一看腸一斷，好去莫回頭。」
明朝萬曆年間，義大利傳教士利瑪竇抵昌，南昌建安王和樂安王派人陪其遊覽南昌古城。一行人曾沿榕門路往南走，過了廣潤門後，到達惠民門前。利瑪竇記載此處是一個碼頭，來來往往有很多船隻，既是百姓迎來客往的地方，又是運糧運商貨的地方。現今，船山路的西邊是古護城濠，東邊則是古城牆。惠民門的原址現為交通指示燈，是南昌市區重要的交通口。
在惠民門的上塘塍街還保存著一些百年老屋，有些以前就是糧食倉庫。老屋中還可以看到明修城墻所使用的城磚，體積巨大。德勝門至惠民門一段的城墻磚在記載中就比其他處要厚重得多，甚至重達10餘公斤。

### 章江門
章江門，宋代以前稱作昌門，改名後一直保留到元、明、清諸朝，直到1928年城門被拆除。具體的門址位於今章江路西端與榕門路相接之處。 南昌民諺有「接官接府章江門」或「吹吹打打章江門」之說，因為古時往來南昌的顯官巨賈，一般都在章江門外登船或者上岸。
南昌的藩台官署就緊靠城門，因此章江門比其他六重城門更為雄偉堂皇。據載，章江門城樓高兩層，飛簷翹脊，氣度非凡。南昌報時的「子午炮」便由這發放。章江門城樓，和鼓樓、端表樓共稱南昌「三大古樓」，但1929年秋被同時拆除。
章江門外的贛江之濱有聞名的滕王閣。明代時滕王閣內建有四角方形、木質結構的「接官亭」，亭可容納300餘人，乾隆年間此亭被移至滕王閣前的江邊。舊時大小官員都經由水路來昌，在滕王閣前棄舟上岸，在接官亭內稍事休息後便乘馬坐轎從章江門入城。
此外，章江門外還有豫章十景之一的「章江曉渡」。

### 德勝門
德勝門，原名「望雲門」，位於南昌城的最北邊，在今陽明路和勝利路的交匯處，八一大橋便建於原城門外。城門外右側原有豫章十景中的「龍沙夕照」。因為德勝門易守難攻，且門外曾是處決犯人的刑場，因此有「殺人放火德勝門」和「兇神惡煞德勝門」的說法。
據記載，德勝門的得名來自明朝勇將趙德勝。公元1362年前後，朱元璋、陳友諒在南昌展開大戰。陳友諒乘贛江漲水之季，造巨艦猛攻南昌城。朱元璋命大都督朱文正「去江三十步」（約十五丈），移築新城，城門被分為７座，七員大將分別鎮守之。鎮守望雲門的大將是趙德勝。在南昌守衛戰中，他第一個擊退敵人。朱元璋便取趙德勝的名字作望雲門的新名。因此還有「將軍凱旋德勝門”的傳統民諺。凡將士出征，必過德勝門。
據老南昌人的口述，原來的德勝門與八一橋等高。現今的江西出版大廈便建於城門基之上。
另外還有一個和德勝門有關的傳說。明朝正德年間，上饒女子婁素珍（成都訓導、理學家婁諒之女）因多才，被選配為甯王朱權五世孫朱宸濠之妃。正德十四年，朱宸濠欲奪帝位。婁妃曾寫詩勸夫，詩曰：「婦語夫兮夫轉聽，采樵須知擔頭輕。昨霄雨過蒼苔滑，莫向蒼苔險處行。」朱宸濠謀反被抓獲後，婁妃就跳入贛江自殉而亡。但婁妃屍首並未當即順流而下，反而倒流入昌。親自擒獲朱宸濠的王陽明念婁妃的義烈德賢，禮葬其於德勝門外的贛江岸邊。乾隆初年，江西布政使彭家屏重修婁妃墓，墓碑上親筆題字「前明甯王庶人宸濠婁妃在此」。而婁妃墓直至德勝門被拆除時仍存。但文革時被全部移除。
王陽明和朱宸濠之間戰事位於在樵舍，獲勝後的王陽明亦是由德勝門進入南昌城，今陽明路也因此而來。

### 順化門
順化門，位於南昌城池的東南位，在今八一大道46號的江西省展覽館南側，即麗華購物廣場和新大地之間。順化門還有一個名字，叫做「琉璃門」，這是因為原城門附近有作晉代所建的琉璃寺。
現在南昌的市中心——八一廣場這塊地區在明清時期只是順化門外的護城河和沼澤地。從清朝開始，順化門外的這片沼澤地被開闢作為大校場，因此有「槍刀劍戟琉璃門」之民諺。
按照城建的設計分工，順化門是陸路入城的必經要道，民間用「城內羊子巷，城外金盤路」來形容。古代行走多為步行或騎馬，因此還有「馱籠掛袋順化門」之說。
順化門還有一個與乾隆有關的傳說。乾隆下江南來到南昌時，行至金盤路，正要由順化門入城。此時他注意到了路旁一個代寫書信攤位前的白面書生。交談過後乾隆認為書生學識淵博，勸其上京趕考。書生解釋說因為家中貧寒，無法用錢銀去打點主考官，因此次次都落第而歸。乾隆在向書生討水之際，趁機寫了一封短信交予書生，並交待書生不可拆信閱看，要待趕考之時交給主考官。次年，書生趕考且成績名列榜首。於是他將書信交給主考官。主考官發現是皇帝的舉薦信，因此封其為南昌縣令。書生在知曉全部故事後，便重新修築過順化門外的金盤路。
1969年，南昌開始建造江西省展覽館時還保存著當年的城牆根，牆根有十多級高，全由高10厘米、寬20厘米、長30厘米的柴燒青磚砌成。

### 永和門
永和門，位於今八一大道、疊山路、南京西路的交匯處。永和門坐落於城東，不鄰水，周圍也缺乏大型的居民區和政治、經濟中心，因此永和門較其他城門顯得地偏人稀，故而有「冷壇社廟壇頭門」的說法。
據傳，永和門附近有仙人黃紫庭台壇的壇址以及孔子門徒澹台滅明的碑墓，因而永和門又名「澹台門」、「壇頭門」。永和門的永外正街，也是因城門而得名，在舊時還叫作「澹台門外」。
據《江城名跡記》：『南平王鐘傳，初入洪州，命修一城。軍使散掘墓磚以稱用。工畢，傳夢一人，古服頎長，貌如子路，來詣傳曰：「將軍何得暴我居處？」覺，問軍吏賓客，莫有知者。市老羅通入謁曰：「舊圖云：城東南角三十一步有子羽先生墓，甚靈，恐軍人取磚有所觸犯。」傳使人視之，果驗。即命甃砌修繕，更立亭於上，以表古跡。既畢，複夢致謝。傳以束帛賞羅通焉。』宋朝紹興年間，漕使高述還在墓碑上題字，寫有「有魯澹臺子羽之墓」。
雖然歷史上永和門人煙比較稀少，但門內外卻有眾多寺廟道觀。比如城門外有東嶽廟、永和庵、天王廟、烏遮塔；城門內有浴室寺、道德觀、佑清寺、護國庵等。

### 廣潤門
廣潤門，又名「橋（翹）步門」、「廣貨門」，其位於今船山路、棋盤街、直沖巷的交叉口。舊時這一帶錢、鹽、糧、「五洋」等商店毗連雲集，百貨、布紗、顏料批發商號亦大量聚集在城門附近的棉花市、帶子巷、塘塍上這片區域。南昌古廟萬壽宮也坐落在城門周圍。因其城門地處鬧市之區，故有「推進擁出廣潤門」之說。
因為廣潤門處的商貿繁華，不少錢莊也同時在附近的設立。南昌最早的官辦銀行「大清銀行」即安置於廣潤門。民國期間，一些資金厚實的私營錢莊，比如「乾大信」、「德大信」等，都設立離廣潤門不遠的塘塍上一帶。
據一些老南昌的介紹，廣潤門周邊原有「袁同興」（經營紙張、炒貨）、「利生祥」（經營爆竹、紙張）、「昌興行」（經營捲煙）等諸多老字號，一些錢莊、窯子和採茶劇院也設立於此。廣潤門門外便是撫河。舊時因為交通不便利，外地來昌購物的人都是通過水路在廣潤門下船的。廣潤門處的商販還有著專門的行業歸類，如棋盤巷的布匹、帶子巷的籮篾等。

## 外部連結
- 南昌2200年的變遷（城市變遷） （页面存档备份，存于）
- 南昌人記憶中的城門
- 唐宋南昌城的變遷[永久]